# إسماعيل جبر
إسماعيل حسن عيسى أبو جبر ويُعرف باسم الحاج إسماعيل وإسماعيل جبر عسكري فلسطيني وُلد لأسرة من مدينة دير البلح وسط قطاع غزة في 12 فبراير 1943، كان قائدًا للقوات المُشتركة في جنوب لبنان إبان حرب لبنان عام 1982، كما شغل منصب قائد قوات الأمن الوطني الفلسطيني في الضفة الغربية بين عامي 1994 و2005، ويشغل حاليًا منصب مساعد القائد الأعلى لقوى الأمن، ومستشار الرئيس الفلسطيني لشؤون المحافظات، وهو عضو في اللجنة المركزية لحركة فتح منذ عام 2016.

## الحياة العملية
- في عام 2006، عُين قائدًا عامًا على الأجهزة الأمنية الفلسطينية كافة.[3]

- في 10 أبريل 2008، مُنح صفة وزير.[4]
- في 10 سبتمبر 2008:
  - عُين عضوًا في لجنة إعادة هيكلية إدارة التوجيه السياسي والوطني وتقييم عملها في السابق ودورها المستقبلي.[5]
  - عُين عضوًا في لجنة دراسة الخطة الأمنية المقدمة من فريق الإصلاح الأمني.[6]
- في 1 ديسمبر 2009، عُين مستشارًا لرئيس السلطة الوطنية الفلسطينية لشؤون المحافظات.[7]
- في 8 أغسطس 2022، أعاد الرئيس الفلسطيني تشكيل مجلس أمناء جامعة الاستقلال، وعيّنه عضوًا فيه.[8] وفي 10 أغسطس 2022، انتخبه أعضاء المجلس الجديد رئيسًا له.[9]